# Рогово (Брянская область)
Рогово — село Почепского района Брянской области, входит в состав Титовского сельского поселения. Расположено в 10 км к юго-западу от Почепа, на правом берегу Судости, против устья реки Рожок.

## История
На южной окраине села — остатки древнерусской крепости XII-XIII веков (отождествляется с летописным древнерусским городом Роговом, упоминаемым как место княжеского съезда в 1194). Современное село упоминается с 1654 как "старое городище" с церковью Козмы и Дамиана; храм Благовещения упоминается с 1756 (последнее здание 1878, деревянное; закрыт в 1930-е годы, не сохранился). Со второй половины XVII века входило в Роговский курень Почепской сотни Стародубского полка (преимущественно казацкое поселение, центр казачьего куреня); в 1782—1797 относилось к Погарскому уезду; с начала XIX века до 1918 в Мглинском уезде (с 1861 — в составе Котляковской волости); в 1918-1929 в Почепском уезде (Котляковская, с 1924 Почепская волость). В середине XX века — колхоз имени Кирова. До 1959 — центр Роговского сельсовета. Близ села открыты селище роменской культуры и два поселения — эпохи неолита и эпохи бронзы.

## Население
| 2010 | 2013 |
| ---- | ---- |
| 272  | ↘253 |

Максимальное число жителей 800 человек (1926).